# Пам'ятки культурної спадщини Купчинецької громади
У статті наведений перелік об'єктів культурної спадщини Купчинецької громади Тернопільського району Тернопільської области України.

## Пам'ятки археології
| № | Назва             | Дата                                    | Адреса | Охоронний номер | Документ про взяття на облік                                                   |
| - | ----------------- | --------------------------------------- | --- | --------------- | ------------------------------------------------------------------------------ |
| 1 | Стоянка Денисів І | пізній палеоліт (40-10 тис. років тому) | с. Денисів, за 4 км на захід від села, на високому мисі, утвореному впадінням струмка у ставок, по його правому березі | 1411            | Наказ управління культури обласної державної адміністрації від 27.01.2010 № 16 |

## Пам'ятки історії
| №  | Назва | Дата | Адреса                                                   | Охоронний номер                                                              | Документ про взяття на облік | |
| -- | ----- | --- | -------------------------------------------------------- | ---------------------------------------------------------------------------- | ---------------------------- | --------------------------------------------------------------------------------------------------- |
| 1  |       | Пам'ятний знак (земляний насип та скульптура козака з бандурою) «Козацька могила». Напис на меморіальній дошці: “Тут 12 травня 1651 року похоронено понад три тисячі козаків полків Демка Литовця та Семена Савича. У церемонії поховання взяв участь Б. Хмельницький” | 1651 р.                                                  | с. Денисів в полі, ур. “Замости”, N 49° 26.4295' E 25° 19.7339'              | 1587                         | Наказ управління культури Тернопільської обласної державної адміністрації від 18.10.2005 р. № 112   |
| 2  |       | Пам'ятник пілоту-десятнику УНР Шарику Михайлу | 1992 р.                                                  | с. Денисів, вул. Вітошинського                                               | 1586                         | Наказ управління культури Тернопільської обласної державної адміністрації від 18.10.2005 р. № 112   |
| 3  |       | Пам'ятник на честь проголошення Незалежності України. Напис: “Пам'ятка волі на честь проголошення Незалежності Української Держави 24 серпня 1991 року” | 24 серпня 1991 р.                                        | с. Денисів, вул. Заберести                                                   | 1583                         | Наказ управління культури Тернопільської обласної державної адміністрації від 18.10.2005 р. № 112   |
| 4  |       | Братська могила Українських січових стрільців (2 чол.) | 1914-1918 рр.                                            | с. Денисів, вул. Загороди, кладовище                                         | 1529                         | Розпорядження Представника Президента України в Тернопільській області від 25.06.1992 р. № 148      |
| 5  |       | Пам'ятний знак воїнам-землякам, які загинули в роки Другої світової війни | 1967 р.                                                  | с. Денисів, вул. Центральна                                                  | 367                          | Рішення виконкому Тернопільської обласної ради від 22.03.1971 р. № 147                              |
| 6  |       | Пам'ятник поету, письменнику, художнику (погруддя) Шевченку Тарасу Григоровичу | 1983 р.                                                  | с. Денисів, вул. Центральна, 7-а                                             | 1585                         | Наказ управління культури Тернопільської обласної державної адміністрації від 18.10.2005 р. № 112   |
| 7  |       | Пам'ятний знак (хрест) на честь скасування панщини. Напис: “Мая 1848. Пам'ятка скасування панщини” | Відновлено 1991 р., постамент 1848 р.                    | с. Денисів, вул. Центральна, біля дитячого садка                             | 1584                         | Наказ управління культури Тернопільської обласної державної адміністрації від 18.10.2005 р. № 112   |
| 8  |       | Будинок, у якому жив музичний та культурно-громадський діяч о. Йосип Вітошинський, бували Франко І., Маковей О., Чайковський А., Лепкий Б. та ін. | Будинок ХІХ ст, меморіальна дошка з барельєфом – 1988 р. | с. Денисів, вул. Центральна, краєзнавчий музей                               | 1582                         | Наказ управління культури Тернопільської обласної державної адміністрації від 18.10.2005 р. № 112   |
| 9  |       | Будинок, у якому жила письменниця Блажкевич Іванна | Буд. – 1923 р., меморіальна дошка – 1986 р.              | с. Денисів, вул. Центральна, музей І. Блажкевич                              | 1029                         | Рішення виконкому Тернопільської обласної ради від 29.01.1988 р. № 32                               |
| 10 |       | Братська могила воїнів 1 Української дивізії СС "Галичина" Коваля Петра, Ружила Омеляна та воїнів Української Повстанської Армії Букшака Петра та Івана | 1945 р.                                                  | с. Денисів, кладовище, 9 ряд 7 могила, N 49° 27.739' E 25° 20.250'           | 1553                         | Наказ управління культури Тернопільської обласної державної адміністрації від 18.10.2005 р. № 112   |
| 11 |       | Могила письменниці Блажкевич Іванни | 1986 р.                                                  | с. Денисів, східний кут кладовища                                            | 1067                         | Рішення виконкому Тернопільської обласної ради від 29.01.1988 р. № 32                               |
| 12 |       | Могила-гробівець, де похоронені о. Йосип Вітошинський, його дружина Йоанна, дочка Антонія | 1901 р.                                                  | с. Денисів, східний кут кладовища                                            | 1588                         | Наказ управління культури Тернопільської обласної державної адміністрації від 18.10.2005 р. № 112   |
| 13 |       | Братська могила жертв тоталітарного режиму (8 чол.) |                                                          | с. Ішків                                                                     | 1560                         | Наказ управління культури Тернопільської обласної державної адміністрації від 18.10.2005 р. № 112   |
| 14 |       | Пам'ятний знак воїнам-землякам, які загинули в роки Другої світової війни | 1968 р.                                                  | с. Ішків                                                                     | 369                          | Рішення виконкому Тернопільської обласної ради від 22.03.1971 р. № 147                              |
| 15 |       | Братська могила Українських Січових Стрільців (члени 6 сотня) | 1915-1918 рр.                                            | с. Ішків, вул. Шевченка, північна околиця кладовища                          | 1558                         | Наказ управління культури Тернопільської обласної державної адміністрації від 18.10.2005 р. № 112   |
| 16 |       | Поховання воїнів Української Повстанської Армії (6 поховань) (символічна) |                                                          | с. Ішків, південна частина кладовища, біля дороги                            | 1559                         | Наказ управління культури Тернопільської обласної державної адміністрації від 18.10.2005 р. № 112   |
| 17 |       | Пам'ятний знак воїнам-землякам, які загинули в роки Другої світової війни | 1970 р.                                                  | с. Купчинці, біля головної дороги неподалік церкви                           | 377                          | Рішення виконкому Тернопільської обласної ради від 22.03.1971 р. № 147                              |
| 18 |       | Пам'ятний знак (хрест) на честь скасування панщини | 1848 р.                                                  | с. Купчинці, головна дорога, роздоріжжя біля бібліотеки та будинку культури  | 3324                         | Наказ управління культури Тернопільської обласної державної адміністрації від 09.03.2017 р. № 34-од |
| 19 | 10 2  | Військове кладовище: Братські могили воїнів Радянської армії; могили воїнів Радянської армії | 1954 р.                                                  | с. Купчинці, південна частина кладовища                                      | 376                          | Рішення виконкому Тернопільської обласної ради від 22.03.1971 р. № 147                              |
| 20 |       | Могила поета Думки Павла | 1918 р.                                                  | с. Купчинці, південно-західна частина кладовища, N 49° 26.993' E 25° 21.531' | 361                          | Рішення виконкому Тернопільської обласної ради від 22.03.1971 р. № 147                              |
| 21 |       | Пам'ятний знак (хрест) «За тверезість» | 1878 р.                                                  | с. Купчинці, центр, роздоріжжя біля церкви, 49.451070, 25.356411             | 3201                         | Наказ управління культури Тернопільської обласної державної адміністрації від 27.01.2010 р. № 16    |

## Пам'ятки монументального мистецтва
| №  | Назва                                                                                 | Дата               | Адреса                                                                        | Охоронний номер | Документ про взяття на облік                                                                         |
| -- | ------------------------------------------------------------------------------------- | ------------------ | ----------------------------------------------------------------------------- | --------------- | --- |
| 1  | Скульптура Матері Божої — годувальниці                                                | ХІХ ст.            | с. Денисів, вул. Вітошинського                                                | 3301            | Наказ управління культури Тернопільської обласної державної адміністрації від 09.09.2016 р. № 121-од |
| 2  | Пам'ятник письменниці Блажкевич Іванні Омелянівній                                    | 1989 р.            | с. Денисів, вул. Центральна                                                   | 1532            | Наказ управління культури Тернопільської обласної державної адміністрації від 18.10.2005 р. № 112    |
| 3  | Пам'ятник громадському діячу, диригенту, священику Вітошинському Осипу Сильвестровичу | 1992 р.            | с. Денисів, вул. Центральна                                                   | 1507            | Розпорядження Голови Тернопільської обласної державної адміністрації від 26.05.1997 р. № 209         |
| 4  | Пам'ятник письменниці Федорів Тетяні Миколаївній                                      | 1992 р.            | с. Денисів, вул. Шкільна                                                      | 1493            | Розпорядження Голови Тернопільської обласної державної адміністрації від 26.05.1997 р. № 209         |
| 5  | Скульптура Матері Божої                                                               | 1885               | с. Денисів, дорога на с. Веснівку, на захід від села, N49°26.7138 E25°18.2265 | 3299            | Наказ управління культури Тернопільської обласної державної адміністрації від 09.09.2016 р. № 121-од |
| 6  | Скульптура Матері Божої                                                               | 1909 р.            | с. Денисів, західна частина села, роздоріжжя, поворот на залізничний переїзд  | 3300            | Наказ управління культури Тернопільської обласної державної адміністрації від 09.09.2016 р. № 121-од |
| 7  | Скульптура святого                                                                    | 1899 р.            | с. Денисів, поперечна дорога на с. Плотича                                    | 3302            | Наказ управління культури Тернопільської обласної державної адміністрації від 09.09.2016 р. № 121-од |
| 8  | Пам'ятник діячу Організації Українських Націоналістів Вовку Мирославу Михайловичу     | 1997 р.            | с. Купчинці                                                                   | 1591            | Наказ управління культури Тернопільської обласної державної адміністрації від 18.10.2005 р. № 112    |
| 9  | Пам'ятник поету, громадському діячу Франку Івану Яковичу                              | 1970 р.            | с. Купчинці, центр, біля школи                                                | 389             | Рішення виконкому Тернопільської обласної ради від 22.03.1971 р. № 147                               |
| 10 | Пам'ятник поету, громадському діячу Думці Павлу                                       | 1994 р.            | с. Купчинці, центр, біля школи                                                | 3307            | Наказ управління культури Тернопільської обласної державної адміністрації від 09.09.2016 р. № 121-од |
| 11 | Пам'ятник січовому стрільцю, художнику Струхманчуку Яківу Михайловичу                 |                    | с. Росоховатець                                                               | 1413            | Розпорядження Голови Тернопільської обласної державної адміністрації від 26.05.1997 р. № 209         |
| 12 | Скульптура Матері Божої                                                               | к. ХІХ-поч. ХХ ст. | с. Росоховатець, біля роздоріжжя на березі ставу                              | 3305            | Наказ управління культури Тернопільської обласної державної адміністрації від 09.09.2016 р. № 121-од |
| 13 | Пам'ятний знак (хрест) на славу Божу з барельєфами святих                             | 1875 р.            | с. Росоховатець, біля церкви на березі ставу                                  | 3303            | Наказ управління культури Тернопільської обласної державної адміністрації від 09.09.2016 р. № 121-од |
| 14 | Пам'ятний знак (хрест) на славу Божу з барельєфами святих                             | ХІХ ст.            | с. Росоховатець, біля церкви на березі ставу                                  | 3304            | Наказ управління культури Тернопільської обласної державної адміністрації від 09.09.2016 р. № 121-од |